# Danilo Caro
Danilo Caro Guarnieri es un tirador colombiano de ascendencia italiana. Representó a Colombia en cinco Juegos Olímpicos,  a partir de Atlanta 1996, Sídney 2000, Atenas 2004, Londres 2012, y Río 2016. Su mejor figuración en estos Juegos fue la posición 7 en Sídney 2000 en la prueba de Fosa.